# Rela-meridional

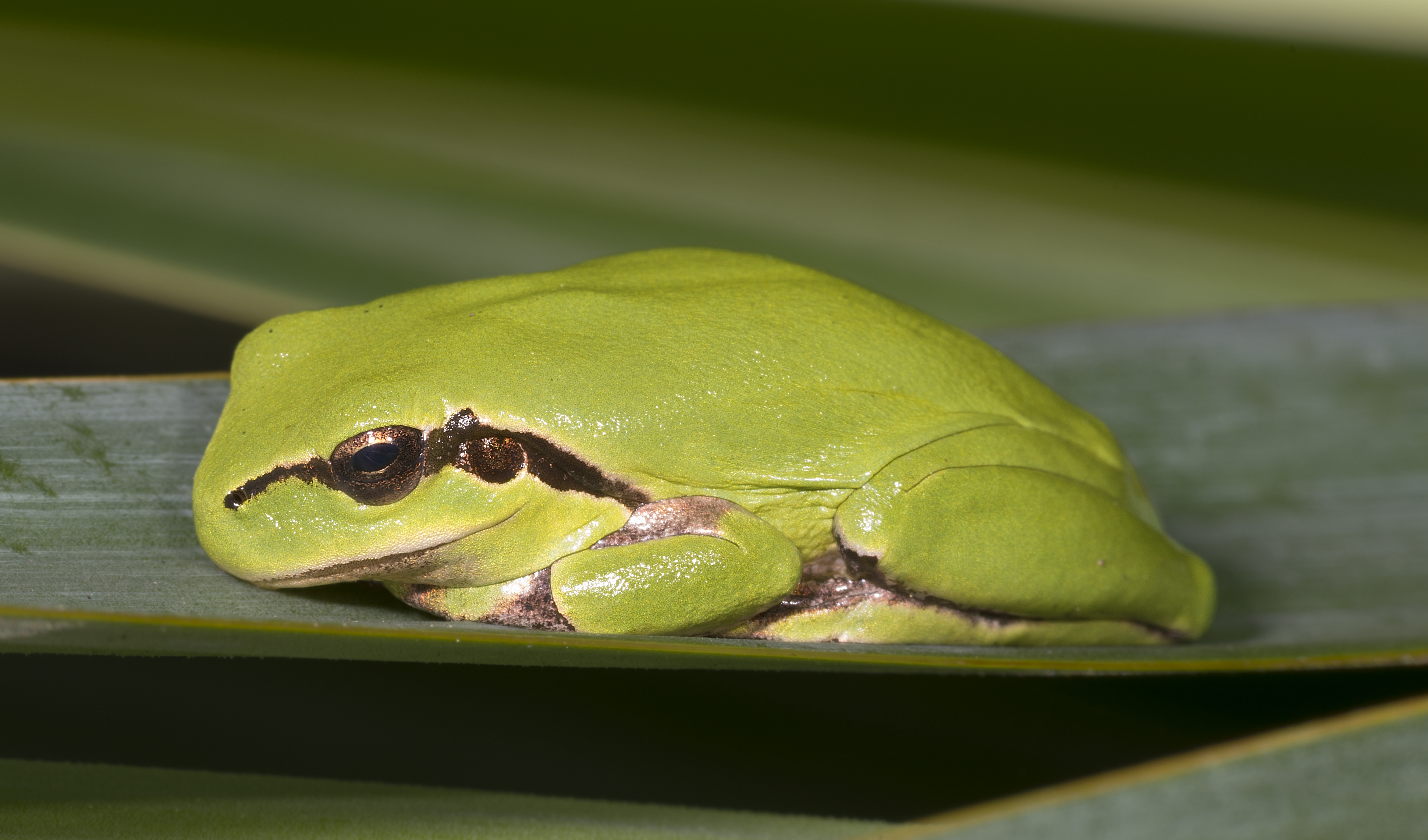
Posição de repouso.

A Rela-meridional (Hyla meridionalis) é uma espécie de anfíbio da família Hylidae.
É semelhante à rã-arborícola-europeia, mas maior (algumas fêmeas podem atingir 65 mm), tem membros posteriores mais compridos, e a risca lateral chega apenas até aos membros anteriores (muitas vezes começando nos olhos, e não nas narinas). O coachar é parecido com o da rã-arborícola-europeia, mas é mais grave e lento.

## Distribuição
Esta espécie distribui-se pelo Sul de França, Sul de Portugal e Espanha (da Catalunha até à Andaluzia, e também em Menorca e Madeira, e no Norte de África: Marrocos, Tunísia e Argélia. Também pode ser encontrada no Parque Nacional de Garajonay, na ilha de La Gomera.